# Резолюция по Македонския въпрос и ВМРО (об.)
„Резолюцията по Македонския въпрос и ВМРО (обединена)“ (на руски: Резолюция о Македонском вопросе и ВМРО (об.)) известна също като „Резолюция на Коминтерна по Македонския въпрос“ е официален политически документ на Коминтерна от януари 1934 година, с който се обявява „съществуването“ на отделен македонски народ и македонски език.

## Предистория
В началото на 30-те години на XX век няма политическа партия или организация на македонските българи, която да поддържа открито тезата, че македонците са отделна етническа група.
По това време дори левичарската ВМРО (обединена) все още поддържа идеята, че македонците са българи. Показателна за нейната позиция е реакцията ѝ по повод на статия, публикувана на 11 януари 1930 г. в „Дойче Алгемайне Цайтунг“. В статията се твърди, че „македонците не са нито българи, нито сърби, представляват едно особено племе от югославянската националност“. В отговор на това ВМРО (об.) съобщава, че в статията не казва нищо ново, защото това е официалната теза на великосръбската идея.
| „ | ...В Македония отделна македонска народност не е имало и няма, както не е имало и няма например швейцарска народност. Имало е и има отделни народности, които кои повече, кои по-малко населяват Македония, както има френска, немска, италианска и романска народност, населяващи Швейцария. И както тези четири главни народности, обособени в една географска, политическа и икономическа единица, носят общото название швейцарски народ, така и българите, гърците, турците, власите, албанците и сърбите, доколкото ги има, родени и живущи в Македония, образуват разнородностната мозайка, която носи общото название македонски народ. | “ |

Скоро обаче започва съществена промяна в политиката на Коминтерна, под чието пряко влияние се намира ВМРО (об.), което довежда до промяна и в позицията на самата организация.

## Предпоставки
На изборите през 1931 година нацистите стават най-силната политическа партия в Германия. Във връзка с променената ситуация в Европа и засилването на национализма, през юни 1931 г. техническия секретар на Коминтерна Ото Куусинен в доклада си по националния въпрос пред Изпълнителния комитет сочи като главна слабост на секциите на Коминтерна недооценката на националния въпрос. Като ярък пример на такава грешка Куусинен изтъква заменянето на лозунга за „правото на самоопределение на народите до отделяне“ с чисто пропагандисткия лозунг за Балканска федерация на работническо-селските републики и пр. Куусинен призовава съответните компартии да обсъдят отново националния въпрос с цел „изработването на нова национална програма“ за всяка от партиите. Междувременно до балканските комунистически партии пристига директива за постепенно изоставяне на лозунга за Балканска федерация. На преден план се изтъква „правото на народите на самоопределение до отделяне“. Така през 1932 година членовете на ВМРО (обединена), които са същевременно и комунисти поставят за първи път въпроса за признаване на отделна македонска нация. Участникът в тези събития Михаил Сматракалев споделя през 1947 г.:
| „ | „...Тази идея за македонската нация, днес е поставена вече научно, ясно и категорично, но не датира от 1941 г. Този въпрос не го поставиха македонските партизани, титовите партизани. Този въпрос го постави още ВМРО (обединена), през 1932 г. Вярно е, че тогава, когато се постави този въпрос ние, които поддържахме съществуването на македонската нация, бяхме наричани „предатели“, даже някои ни наричаха „сектанти“ и т.н., обаче, въпреки това, тази идея си проби път, защото е исторически верна идея, защото с нея е истината. И в края на краищата тази идея разруши десетки години натрупваното, наслояваното великобългарско чувство...“ | “ |

## Приемане
Коминтернът е запознат с тези идеи от специален доклад на Дино Кьосев изнесен в Москва по същото време. С тези мотиви в края на 1933 г. Балканският секретариат на Коминтерна решава да постави за разглеждане на едно от заседанията си македонския въпрос. По спомени на присъствалия на заседанието Димитър Влахов – член на БКП и ВМРО (об.), там е решено да се повери изготвянето на резолюция по въпроса на полския евреин Максимилиян Хорвиц и чеха Бохумил Шмерал, които нямали понятие от тази проблематика. С участието на Д. Влахов резолюцията все пак е изготвена между 20 декември 1933 година и 7 януари 1934 година и е утвърдена от Политическия секретариат на Коминтерна на 11 януари 1934 г. Според някои сведения в разработката ѝ участват също Георги Караджов и Георги Германов. Самата резолюцията е приета от Изпълнителния комитет на Коминтерна през февруари 1934 г. От Коминтерна решението за македонска нация се пренася върху ВМРО (обединена) и през април 1934 г. „Македонско дело“ публикува дословния текст на резолюцията. В документа между другото се казва:
| „ | „...Буржоазията на господствуващите нации в трите империалистически държави, между които е поделена Македония, се опитва да прикрие националното потисничество, отричайки националните особености на македонския народ и съществуванетв на македонска нация“. Гръцките шовинисти твърдят, че македонците са славянизирани гърци, великосръбските шовинисти провъзгласяват това население за едно от „племената“ на югославската нация и го подлагат на насилствено посърбяване, а българските шовинисти, „експлоатирайки сродството на македонския език с българския, заявяват, че македонците са българи, и по този начин искат да оправдаят завладяването на Петричко и анексионистичната си политика по отношение на цяла Македония...“ | “ |

В основата на новото схващане заляга становището, че „Македония се явява едно от огнищата на бъдещата империалистическа война“, поради което се търси вариант за притъпяване на противоречията между държавите, които я владеят. Това решение според Коминтерна е в създаването на т. нар. „македонска нация“. След решението на Коминтерна ВМРО (обединена) издига като свой лозунг „правото на македонския народ на самоопределение до отделяне от държавите-поробителки и образуване на обединена и независима република на македонските трудещи се маси“.

## Последици
Макар мнозинството от българските комунисти в Москва, сред които Васил Коларов, Антон Иванов, Станке Димитров, Вълко Червенков и други, да не са съгласни с коминтерновското решение (заради което сред присъстващите на заседанието, на което е приета резолюцията, са се изразявали опасения, че то ще накара много леви македонски дейци да се присъединят към ВМРО на Иван Михайлов),те също се подчиняват на новата политическа линия. Задграничното бюро на БКП в Москва прави опит да създаде група, която да разработи план за проучване на въпроса за „македонския език и нация“ и да излезе с решение. В нея влизат Алекси Величков, Димитър Гачев и Дино Кьосев. Отделни дейци дори предлагат издаваните на книжовен български език вестници на ВМРО (об.) да бъдат преустроени постепенно на „ македонско наречие". В тази връзка в България по-късно се създава т. нар. Македонски литературен кръжок. Новото решение и новите лозунги не се възприемат еднакво от всички. Във ВМРО (об.) настъпва разцепление, като част от членовете му отстоява остават за лозунга за независима и обединена Македония в рамките на Балканска федерация. Все пак линията на Коминтерна постепенно се налага и БКП, ЮКП и ГКП започват да работят за формиране на ново национално съзнание сред българите в Македония. Тенденцията към „македонизиране“ на българското население в Македония не расте със забележима сила до 1945 г. Дотогава тя обхваща само част от комунистите. Доказателство за това е проявилото се противоречие по време на участието на България във Втората световна война. То касае тенденцииите за „македонизирането“ и запазването на българското национално съзнание на населението в анексираната от България Вардарска бановина и намира израз и в острите спорове между ЮКП и БКП. След намесата на Коминтерна самоприсъединилите се към БКП македонски комунисти, водени от Методи Шаторов, са върнати под контрола на ЮКП. Процесът е интензифициран особено след войната и изтеглянето на българската администрация от региона. Той се засилва с идването на комунистическите партии в България и Югославия на власт и води до подписването на Бледската спогодба. Същото се отнася и за Северна Гърция контролирана по време на Гражданската война от ГКП. За разлика от България и Гърция, където процесът спира през 50-те години и няма траен успех, в СФРЮ се създава Народна Република Македония и там успешно се формира ново национално съзнание и нов език.